# Clayton Kenty
Clayton Kenty (22 de fevereiro de 1991) é um atleta das Ilhas Marianas do Norte. Participou do Campeonato Mundial de Atletismo de 2009, ficando em 90º lugar nos 100 metros. Tem como melhor tempo da vida 12,29 segundos, conseguido no Mundial de 2009.